# Swoją Drogą
Swoją Drogą – polski zespół muzyczny wykonujący muzykę folkową.

## Skład zespołu
- Weronika Grozdew-Kołacińska – śpiew
- Jakub Borysiak – klarnet
- Maciej Kierzkowski – gitara, bęben huculski
- Robert Lipka – akordeon
- Agnieszka Obst – skrzypce
- Paweł Mazurczak – kontrabas
- Sebastian Frankiewicz – perkusja
- Magdalena Sobczak-Kotnarowska – śpiew, cymbały

## Historia
Zespół Swoją Drogą powstał w 2002 roku w środowisku studentów muzykologii Uniwersytetu Warszawskiego.
Pierwszy występ pod nazwą Swoją Drogą miał miejsce podczas V edycji Festiwalu Muzyki Folkowej Polskiego Radia Nowa Tradycja. Jury konkursowe pod przewodnictwem Czesława Niemena przyznało zespołowi najwyższą nagrodę festiwalu – Grand Prix. W efekcie pierwszego sukcesu zespół został zaproszony do udziału w kilku festiwalach muzycznych w Polsce (m.in. Festiwal Polskiej Piosenki w Opolu) i zagranicą (Tanz und Fest w niemieckim Rudolstadt).
Jesienią 2002 roku, w ramach ustnej umowy z Polskim Radiem, muzycy Swoją Drogą weszli do warszawskiego Studia S4. Tam pod czujnym uchem Leszka Kamińskiego powstała pierwsza płyta zespołu, zatytułowana później Art.pl. Została ona wydana wiosną 2003 przez Polskie Radio. W następnym roku album ten został okrzyknięty Folkowym Fonogramem Roku 2003, a także otrzymał nominację do nagrody Fryderyk w kategorii na najlepszy Album Etno-Folk w roku 2003.

## Orkiestra Europejska
W 2003 roku zespół Swoją Drogą wziął udział w festiwalu muzyki ludowej i folkowej EBU w małym norweskim miasteczku Førde. Jako reprezentacja Polski i Polskiego Radia muzycy dali kilka koncertów, wzięli udział w paradzie ulicznej oraz licznych jam sessions. Po festiwalu zespół otrzymał kilka zagranicznych propozycji koncertowych, ale najważniejszym owocem wyjazdu okazały się przyjaźnie nawiązane z muzykami z Czech, Niemiec i Hiszpanii. Jeszcze w Norwegii pojawił się pomysł stworzenia wspólnego, międzynarodowego projektu muzycznego łączącego różne muzyczne tradycje i style, a także języki. W efekcie późniejszych działań muzyków Swoją Drogą powstała swoista międzynarodowa orkiestra, tworząca i wykonująca muzykę inspirowaną muzycznym folklorem Europy.
Pierwsze wspólne koncerty odbyły się niedługo później. W 2004 roku muzycy Swoją Drogą wystąpili razem z zespołem Disguise w Warszawie (Nowa Tradycja), w Gdańsku (Dźwięki Północy) oraz w Berlinie (Terra Polska). W 2005 roku pod nazwą Diswojdas Orkiestra muzycy Swoją Drogą, Disguise i kwartetu smyczkowego DASKwaretett dali szereg koncertów w klubach miast zachodnioniemieckich (Dortmund, Essen, Düsseldorf, Hagen, Bochum). Wspólne występy muzyków Swoją Drogą z Raduzą, Gianfranco Spitillim miały miejsce w Polsce (Czuły Barbarzyńca) i we Włoszech (Arsita).
W 2005 roku, przy współudziale Radiowego Centrum Kultury Ludowej, w Studiu S4 Polskiego Radia odbyły się nagrania połączonych międzynarodowych sił muzycznych. Obok muzyków Swoją Drogą w nagraniach wzięli udział goście zagraniczni (Raduza, Disguise, Gianfranco Spitilli), a także znani muzycy polscy (Janusz Tytman, Bart Pałyga, Noon). Podczas kilkunastu sesji nagraniowych zarejestrowano piosenki w rozmaitych językach, stylistykach, instrumentacjach. Były to kompozycje oryginalne muzyków biorących udział w nagraniach oraz opracowania ludowej muzyki polskiej i bułgarskiej. Realizacją dźwięku, zgraniem i masteringiem zajął się Leszek Kamiński.

## Swoją Drogą Trio
Instrumentalny skład Swoją Drogą powołali do życia około 2004 roku trzej muzycy zespołu: Robert Lipka (akordeon), Jakub Borysiak (klarnet), Maciej Kierzkowski (bęben huculski).
Zespół specjalizuje się w wykonawstwie ludowej muzyki Europy Środkowej, Wschodniej i Południowej. W repertuarze znajduje się więc muzyka mazowiecka, huculska, bałkańska, czeska, grecka, włoska, cygańska, żydowska. Swoją Drogą Trio tworzy i wykonuje muzykę ilustracyjną do spektakli teatralnych i parad ulicznych. W tym zakresie zespół współpracuje z warszawskim teatrem Makata (spektakle Rozhowory, Wesele) i gdańskim teatrem Znak. Obecnie w Swoją Drogą Trio występują gościnnie również: Maciej Cierliński (lira korbowa), Agnieszka Obst (skrzypce), Marek Przewłocki (dudy, flet). Od 2005 roku trwa współpraca z kurpiowską śpiewaczką Apolonią Nowak, której owocem fonograficznym jest płyta Pola wydana w 2009 roku przez wytwórnię Folkers i Muzeum Kultury Kurpiowskiej w Ostrołęce.

## Badania terenowe
Muzycy Swoją Drogą prowadzą także etnomuzykologiczne badania terenowe. Obszarem dotychczasowego zainteresowania było Mazowszu (Kurpie, Zawkrze), na polski i słowacki Spisz, ukraińska Huculszczyźnie, a także region szopski w Bułgarii. Efektem badań jest kolekcja nagrań terenowych z muzyką ludową, kolekcja instrumentów etnicznych oraz rozpoczęta w 2005 roku współpraca artystyczna z kurpiowską śpiewaczką Apolonią Nowak.

## Dyskografia
- 2003 Art.pl – Swoją Drogą
- 2005 Polish Rock&Roll Driving – Swoją Drogą & Disguise
- 2009 Pola – Apolonia Nowak & Swoją Drogą Trio
- 2011 Swoją Drogą & Goście  – Swoją Drogą

## Ważniejsze koncerty
- 2002: Rudolstadt (Niemcy) – Tanz und Folk Fest
- 2003: Forde (Norwegia) – Forde Folkemusik Festival / EBU
- 2004: Lwów (Ukraina) – festiwal Golden Lion
- 2005: Arsita (Włochy) – festiwal Val Fino Al Canto
- 2008: Bratysława (Słowacja) – festiwal Meteorit